# 1389
Пізнє Середньовіччя •  Відродження •  Реконкіста •  Ганза •  Столітня війна •  Велика схизма •  Монгольська імперія

## Геополітична ситуація
Державу османських турків очолює султан Баязид I (до 1402). Імператором Візантії є Іоанн V Палеолог (до 1391). Вацлав IV є королем Богемії та Німеччини. У Франції править Карл VI Божевільний (до 1422).
Апеннінський півострів розділений: північ належить Священній Римській імперії, середню частину займає Папська область, південь належить Неаполітанському королівству. Деякі міста півночі: Венеція, Піза, Генуя тощо, мають статус міст-республік. Триває боротьба гвельфів та гібелінів.
Майже весь Піренейський півострів займають християнські Кастилія і Леон, де править Хуан I (до 1390), Арагонське королівство, де править Хуан I Арагонський, та Португалія, де королює Жуан I Великий (до 1433). Під владою маврів залишилися тільки землі на самому півдні.
Річард II править в Англії (до 1400). У Норвегії, Данії та Швеції владу утримує Маргарита I Данська. В Угорщині правлять Сигізмунд I Люксембург та Марія Угорська (до 1395). Королем польсько-литовської держави є Владислав II Ягайло (до 1434).
Руські землі перебувають під владою Золотої Орди та польсько-литовської держави. Триває війна за галицько-волинську спадщину між Польщею та Литвою.
У Києві княжить Володимир Ольгердович (до 1394). Московське князівство очолює Василь I.
Монгольська імперія займає більшу частину Азії, але вона розділена на окремі улуси. На заході євразійських степів править Золота Орда. У Семиріччі та Ірані владу утримує емір Тамерлан.
У Єгипті панують мамлюки, а Мариніди у Магрибі. У Китаї править династії Мін. Делійський султанат є наймогутнішою державою Індії. В Японії триває період Муроматі.
Цивілізація майя переживає посткласичний період. У долині Мехіко склалася цивілізація ацтеків. Почала зароджуватися цивілізація інків.

## Події
- Розпочалася Литовсько-руська громадянська війна (1389–1392).
- Після смерті Дмитра Донського московським князем став Василь I.
- Церковний собор у Константинополі затвердив Кипріана митрополитом Київським.
- Засновані міста Мглин та Ногінськ.
- 15 червня на Косовому полі (Південна Сербія) відбулася вирішальна битва між об'єднаними військами сербів і боснійців та турецькою армією, в якій перемогу здобули турки, попри загибель султана Мурада I. Сербія стала васалом Османської Туреччини.
- Турецьким султаном став Баязид I.
- Сербів очолив Стефан Лазаревич.
- Війська Маргарити Данської перемогли сили короля Швеції Альбрехта Мекленбурзького. Альбрехт потрапив у полон. Маргарита Данська об'єднала під своїм правлінням всю Скандинавію: Данію, Норвегію та Швецію.
- Англія та Франція підписали мир, що припинив Столітню війну на 13 років.
- Розпочався понтифікат Боніфація IX, який змінив на Святому престолі Урбана VI.

## Народились
- 27 вересня — Козімо Медичі, флорентійський банкір і державний діяч, найбагатша людина Європи, неофіційний правитель Флоренції з 1434 року

## Померли
- 19 травня — Дмитро Донський (* 12 жовтня 1350) — великий князь московський (із 1359 року) та володимирський (із 1362)